# Магеланова патица параход
Магелановата патица параход (Tachyeres pteneres) е вид птица от семейство Патицови (Anatidae).

## Разпространение и местообитание
Разпространен е в Аржентина и Чили.